# Edificio Arróniz
El Edificio Arróniz es un edificio mexicano construido entre 1892 y 1902 fecha de su inauguración, ubicado en el centro histórico de la ciudad de Guadalajara y catalogado como monumento histórico por el Instituto Nacional de Antropología e Historia (INAH) para su preservación. Desde 2015, es la sede de la Secretaría de Cultura del Estado de Jalisco.

## Historia
El terreno que ocupa el actual edificio era parte del convento de la Encarnación, construido en 1733. A causa de las Leyes de Reforma de 1859, fueron despojadas las monjas del convento y este quedó en el abandono. En 1868 el edificio es cedido a la Arquidiócesis de Guadalajara para servir como seminario. Ya para 1890 el edificio tenía muchos problemas estructurales entonces el arzobispo Pedro Loza y Pardavé recomendó que se reconstruyera, estando a cargo de su reconstrucción el ingeniero Antonio Arróniz Topete. En 1902 es inaugurado el Seminario Conciliar de Guadalajara.
En 1914 el Ejército Constitucionalista la convierte en cuartel de la XV Zona Militar, nombre que ha perdurado por muchos años. Quedó en manos militares por 96 años. En 1995 cambió de la XV zona militar a la V zona militar. En 2009 la Secretaría de la Defensa Nacional cede el recinto al gobierno estatal encabezado por Emilio González Márquez. Es convertido en el Museo de Arqueología de Occidente, inaugurado el 28 de septiembre de 2011.
En 2015 se convirtió en sede de la Secretaría de Cultura del Estado de Jalisco.

## Arquitectura
El inmueble de tres plantas es de cantera roja y gris con ladrillos horneadas a altas temperaturas, hechas en una fábrica del mismo arquitecto Arróniz. En la parte norte y sur del inmueble son de arquitectura morisca. La planta baja tiene influencias renacentistas y modernistas. La combinación de distintos elementos arquitectónicos remonta a la época del porfiriato.
La fachada principal está frente la calle Zaragoza, por lo que también se le conocía el recinto como el Edificio Zaragoza. Tiene un pórtico encuadrado por cuatro columnas. La planta baja tiene las entradas y las plantas superiores cuentan con balcones.
La planta baja tiene un patio central con pasillos abierto en cada lado con arcos soportados por pilares. Ahí mismo se encuentran un par de escaleras manieristas que conectan las tres plantas y el entresuelo.
En sí las primeras dos plantas no son muy diferentes, pero el tercer nivel es más pequeño y solo cubre el patio central.
Cabe destacar la biblioteca del recinto. Es de dos niveles y tiene un pedestal de madera resguardado por una escalera que sube al segundo nivel. Aquí se encuentra el acervo del historiador y genealogista Gabriel Agraz García de Alba.